# LION (坂口有望の曲)
『LION』（ライオン）は、坂口有望の3枚目のシングルで2020年2月5日にエピックレコードジャパンから発売された。

## 解説
- 【通常盤】と【期間生産限定盤】の2形態で発売された[1]。

## 収録曲
全作詞・作曲∶坂口有望

### 通常盤
1. LION
  - テレビアニメ『ランウェイで笑って』オープニングテーマ
  - 江口亮がサウンドプロデュースを務めた[1]。
2. Sarah
  - 自身初となる英語詞ナンバー[1]
3. 東京-Studio Live Ver.-
  - 自身の上京エピソードを描いたフォークナンバー[1]

### CD
1. LION
2. Sarah
3. 東京-Studio Live Ver.-
4. LION -TV Size-

### DVD
1. 「LION」Music Video
2. アニメ『ランウェイで笑って』Non Credit Opening Movie